# Rufodorsia cerricola
Rufodorsia cerricola là một loài thực vật có hoa trong họ Tai voi. Loài này được (Wiehler) Barrie & L.E. Skog miêu tả khoa học đầu tiên.